# Zwartflankvliegenvanger
De zwartflankvliegenvanger (Poecilodryas hypoleuca) is een zangvogel uit de familie Petroicidae (Australische vliegenvangers).

## Verspreiding en leefgebied
Deze soort is endemisch in Nieuw-Guinea en telt drie ondersoorten:
- P. h. steini: Waigeo (nabij westelijk Nieuw-Guinea).
- P. h. hypoleuca: van noordwestelijk tot zuidoostelijk Nieuw-Guinea.
- P. h. hermani: noordelijk Nieuw-Guinea.

## Status
De grootte van de populatie is niet gekwantificeerd maar de soort wordt omschreven als algemeen tot vrij algemeen. Op de Rode lijst van de IUCN heeft deze soort de status niet bedreigd.